# Feuerwehr Warschau
Die Feuerwehr Warschau (polnischer Name Warszawska Straż Pożarna (WSP)) besteht aus einer Berufsfeuerwehr (BF) mit 17 Standorten und drei Freiwilligen Feuerwehren (FF). Sie ist die älteste und größte Feuerwehr in Polen.
Die Feuerwehr Warschau hat im Rahmen der geltenden polnischen Gesetze die nach pflichtgemäßem Ermessen erforderlichen Maßnahmen zu treffen, um von der Allgemeinheit, dem Einzelnen oder Tieren die durch Brände, Explosionen, Unfälle oder andere Notlagen, insbesondere durch schadenbringende Naturereignisse, drohenden Gefahren für Leben, Gesundheit, natürliche Lebensgrundlagen oder Sachen abzuwenden.

## Geschichte

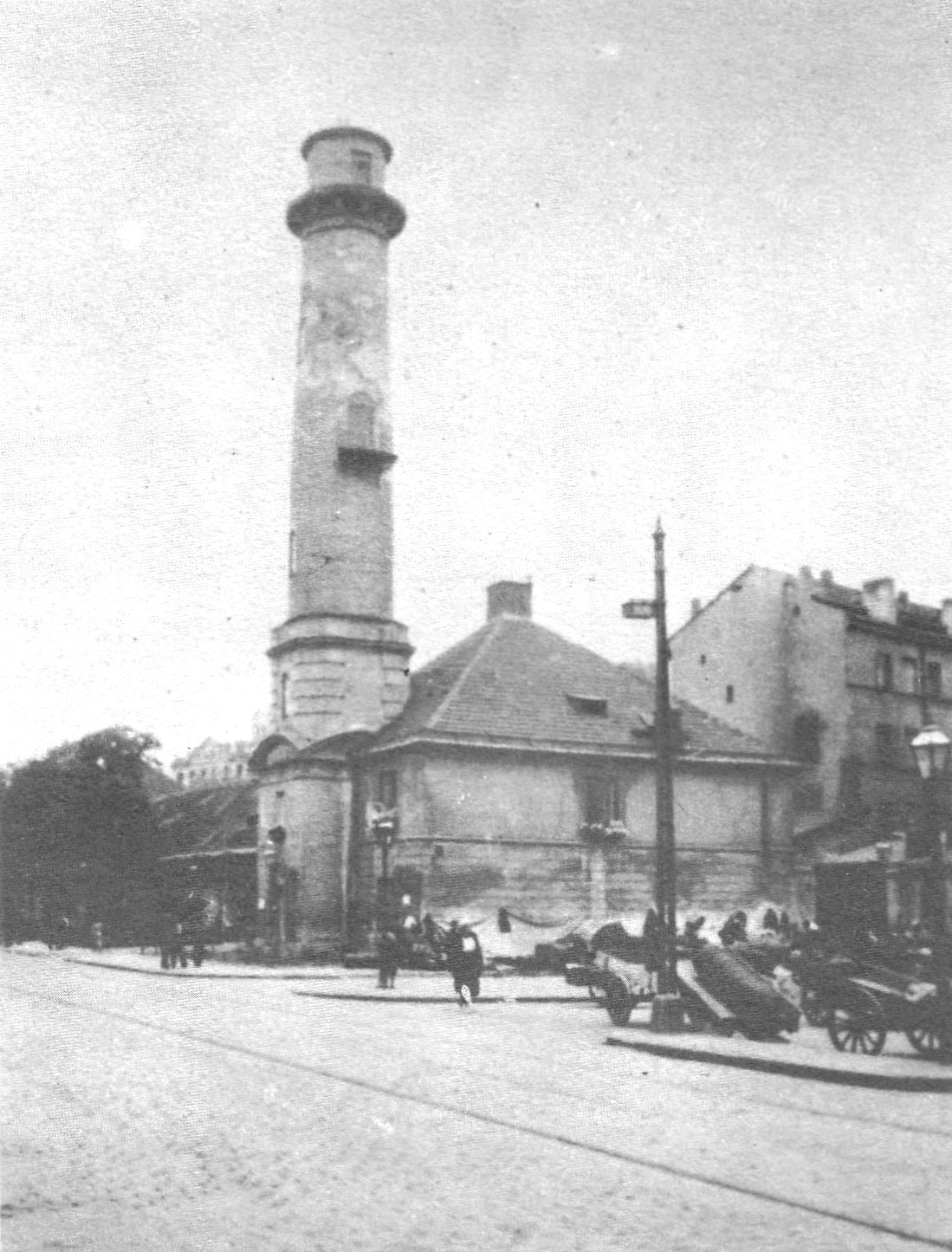
Sitz der 4. Feuerwache in der ehem. Kaserne Mirowskie (Ul. Chłodna 3)

### Gründerzeit
Zum 1. Januar 1836 wurde die Berufsfeuerwehr Warschau durch den vom Zar von Russland bewilligten Beschluss des Verwaltungsrats des Königreichs Polen mit einer Stärke von 413 Mann gegründet. Initiator war Jan Rudnicki, der das Projekt der Gründung leitete. Die Feuerwehr besaß zum Beginn zudem 96 Pferde, 20 verschiedene größere Feuerspritzen, davon zehn mit vier Rädern, vier Leitern mit zwei oder drei Rädern, 96 Metalleimer zum Befüllen von Fässern, 33 vierrädrige Fässer, 30 Zweiradfässer, vier Omnibusse für den Personentransport und fünf „Requisitenwagen“. Die noch fehlende Funktechnik überbrückte man mit Trillerpfeifen und Handzeichen. Erster Kommandant war Jan Robosz, der sieben Jahre die Führung innehatte. Zu den Feuerwehraufgaben gehörten das Löschen von Bränden, das Reinigen der Schornsteine und die Straßenreinigung der Stadt. Eine Abteilung wurde in vier Gruppen unterteilt, von denen jeder seine Farbe und Pferde einer Zucht erhielt. Fünf Jahre später kam die Aufgabe hinzu, die 800 existierenden Straßenlaternen zu warten.
Im Jahr 1864 erfolgte der Kauf der ersten dampfbetriebenen Feuerlöschpumpe der Londoner Firma F. Shand, Mason & Co. Das erste Feuerwehr-Orchester mit einem Kapellmeister und 26 Feuerwehrmusikern gründete sich 1887. Bereits im Jahr 1907 wurde das Warschauer Museum der Brandbekämpfung eingerichtet. Das erste motorisierte Feuerwehrfahrzeug wurde 1914 in Dienst gestellt. Während des Ersten Weltkriegs im Jahr 1915 lösten die russischen Truppen die Warschauer Feuerwehr auf, wobei sie mehr als 300 Feuerwehrleute verschleppten und den größten Teil der Feuerwehrausrüstung abtransportieren. Am Ende des gleichen Jahres baute das Bürgerkomitee von Warschau die Feuerwehr wieder auf. Die Motorisierung der Warschauer Feuerwehr wurde 1928 abgeschlossen und dadurch die letzten Pferde aus dem Dienst genommen.

### Zweiter Weltkrieg
Direkt nach dem Einmarsch der deutschen Wehrmacht organisierte die Warschauer Feuerwehr ihre Einheiten neu und musste zur Verteidigung des Landes auch zeitweise Warschau verlassen. Die Stadt Łódź (23 Feuerwehrfahrzeuge), die Feuerwehr von Poznań (6 Fahrzeuge) und weitere Feuerwehreinheiten halfen bei der kriegsbedingten Brandbekämpfung in Warschau.
Am 23. Dezember 1939 wurde während eines organisatorischen Treffens die Feuerwiderstandsbewegung „SKAŁA“ im gesamten besetzten Polen gegründet. Trotz strenger Einschränkungen unternahmen Warschauer Feuerwehrleute den Kampf im Untergrund gegen die Besatzungsmacht. Die Feuerwehrleute versteckten Jugendliche und Erwachsene, die in den Untergrundaktivitäten verwickelt waren, in ihren Feuerwachen, führten militärische Schulungen durch, bemühten sich um die Freilassung von Festgenommenen und kooperierten mit den Untergrundeinheiten. Mit Feuerwehrfahrzeugen transportierten sie Menschen, Medikamente, Lebensmittel, sowie Waffen und Sprengstoffe. Sie unterstützten maßgeblich die systematische Hilfe der jüdischen Gemeinschaft hinter den Mauern des Ghettos.
Am Vorabend des Ausbruchs des Warschauer Aufstands 1944 konfiszierte die Gestapo viele Feuerwehrfahrzeuge. Feuerwehrleute wurden festgenommen und samt Ausrüstung nach Deutschland gebracht. Am 13. September 1944 wurde auf dem Turm der 5. Prager Abteilung (Feuerwehrabteilung) eine weiße und rote Fahne gehisst, mit der angekündigt wurde, dass die Warschauer Feuerwehr dem nun freien Polen dienen würde. Erste Feuerwehrleute kehrten in das befreite linke Weichselufer von Warschau zurück, wo sie am 18. Januar 1945 in den Ruinen der Vierten Abteilung ihren Dienst aufnahmen. Sie gingen zu Fuß in Zivilkleidung und zogen einen zweirädrigen Wagen mit einer sehr bescheidenen Ausrüstung. Im Juli 1945 übergaben die Kolobrzeg-Bataillone der polnischen Volksarmee die ersten Fahrzeuge der Feuerwehr; ein Löschfahrzeug mit einem 400-Liter-Tank und eine 24-Meter-Drehleiter von Magirus.

### Während der Volksrepublik Polen

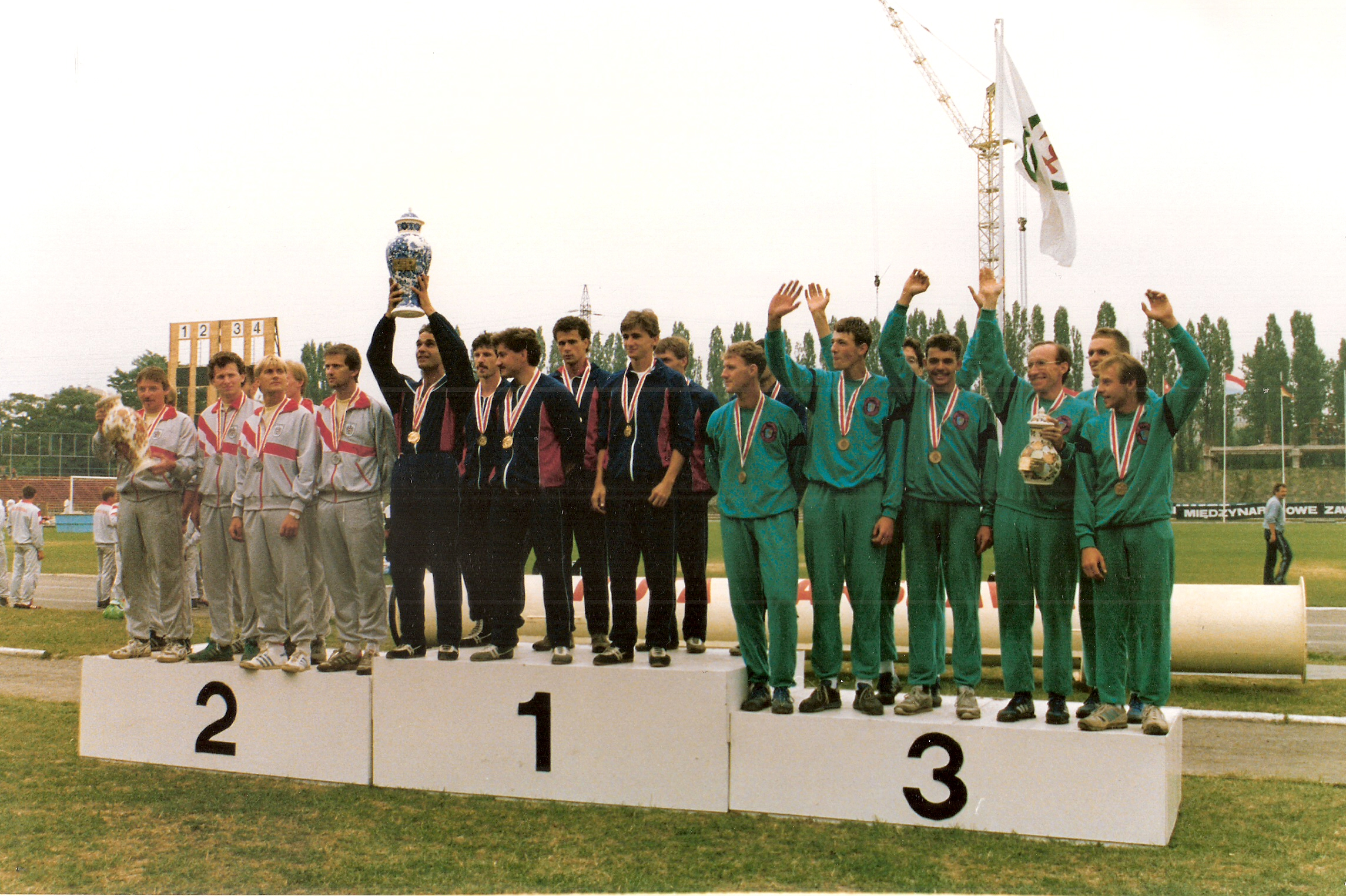
Warschau 1989: Siegerehrung Feuerwehr-Olympiade Disziplin Löschangriff Freiwillige Feuerwehren: von links Niederösterreich, Polen und Beselich-Obertiefenbach

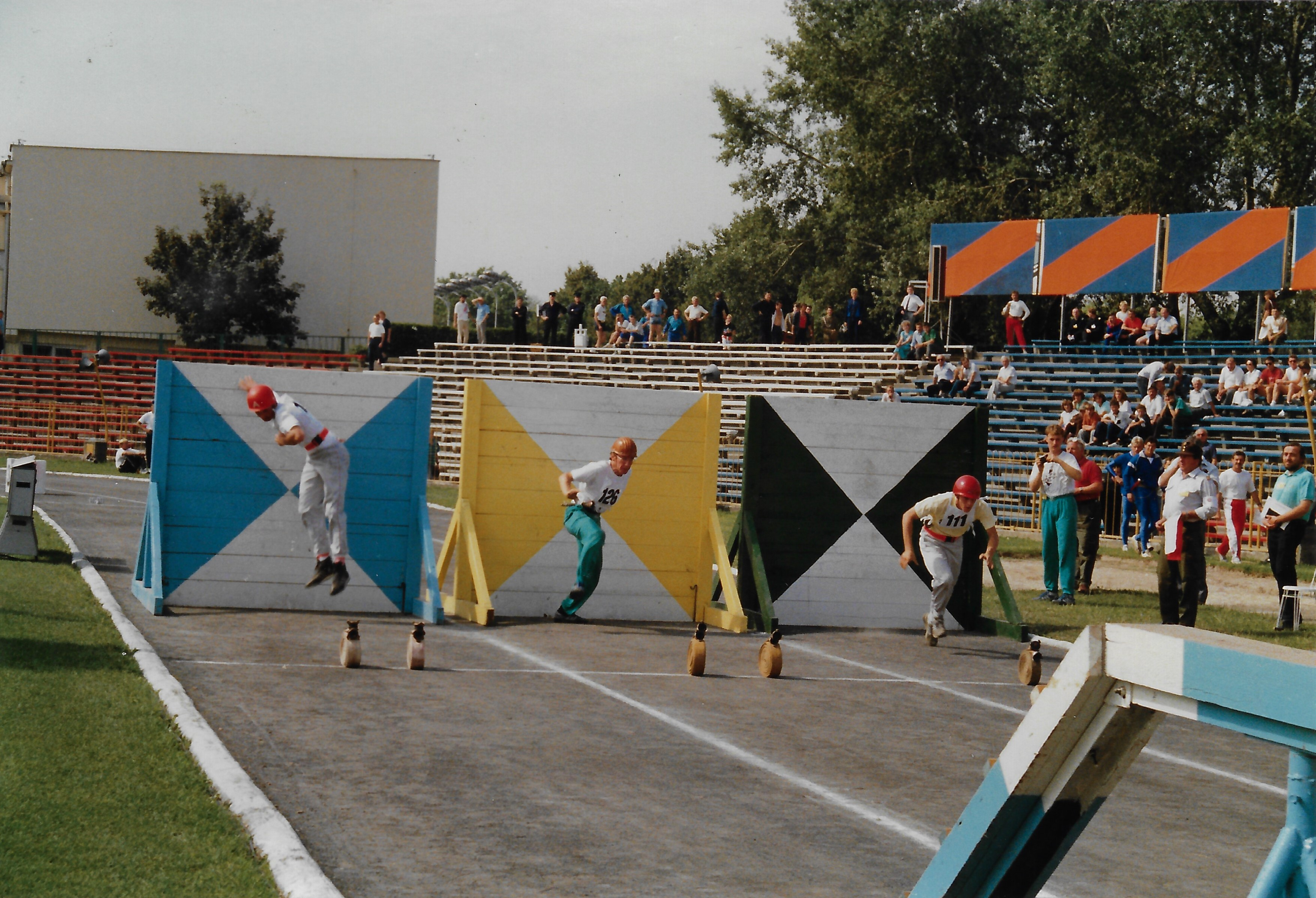
100-Meter-Hindernislauf bei den Weltmeisterschaften des Feuerwehr-Weltverbandes CTIF 1989

Das vom Sejm im Jahr 1950 verabschiedete Brandschutzgesetz änderte die Organisationsstruktur der Feuerwehren. Das Hauptquartier der Warschauer Feuerwehr war dem Präsidium des Hauptstadtstadtrats und in fachlicher Hinsicht dem Hauptquartier der Feuerwehr unterstellt. Der offizielle Name Warszawska Straż Pozarna (WSP) wurde sodann verwendet.
In 1950er und 1960er Jahren wurden eine Reihe Feuerwachen und Abteilungen gegründet. Der Aufbau einer Unterabteilung für Höhenrettung erfolgte 1983. Im gleichen Jahr wurde das Warschauer Feuerwehrmuseum, das bei Kriegshandlungen zerstört wurde, wiedereröffnet.
Die längste Amtszeit der 36 Feuerwehrchefs übte Zdzisław Zalewski aus, der von 1966 bis 1990 Warschauer Feuerwehrchef war. Eine der prominentesten Persönlichkeiten der Hauptstadt-Feuerwehr war Zygmunt Jarosz, der vom April 1955 bis Juni 1966 die Leitung innehatte. Danach war er von 1968 bis 1981 der Hauptkommandant der Staatlichen Berufsfeuerwehr ganz Polens. Seinem Führungs- und Organisationsstil war es zu verdanken, dass die polnischen Feuerwehren sehr gut ausgebildet, ausgerüstet und mobiler wurden. Von 1974 bis 1983 war Jarosz auch Vizepräsident des Weltfeuerwehrverbands CTIF.
Im Jahr 1984 wurde ein Computersystem in der Zentrale implementiert, das die Führung von Untereinheiten erheblich rationalisierte und beschleunigte sowie über Daten wichtiger Objekte der polnischen Hauptstadt verfügte.

### Feuerwehr-Weltmeisterschaften 1989
Kurz vor der Wende in Polen wurden vom 24. bis 30. Juli 1989 im Warschauer Gwardia-Stadion die IX. Internationalen Feuerwehrwettkämpfe des Weltfeuerwehrverbandes CTIF (Feuerwehrolympiade) veranstaltet, bei denen die Warschauer Feuerwehr als Ausrichter fungierte. Zum Programm gehörten Traditionelle Internationale Feuerwehrwettbewerbe, Internationale Feuerwehrsportwettkämpfe und Internationale Jugendfeuerwehrwettbewerbe.

### Während der Dritten Polnischen Republik
Nach der Gründung der Staatsfeuerwehr im Jahr 1992 und der Verwaltungsreform 1999 erfolgten Struktur- und Namensänderungen in vielen Bereichen des Feuerwehrwesens. Im weiteren Verlauf wurde im Jahr 2002 das städtische Hauptquartier der Staatsfeuerwehr der Hauptstadt Warschau gegründet.
Infolge der ständig wachsenden Aufgaben der Warschauer Feuerwehr wurde es 2012 erforderlich, die technisch-chemische Rettungsspezialisierung in zwei unabhängig voneinander stationierte spezialisierte chemisch-ökologische und technische Rettungsgruppen aufzuteilen.
Derzeit ist das städtische Hauptquartier der Staatsfeuerwehr der Hauptstadt Warschau 17 Rettungs- und Brandbekämpfungseinheiten, darunter sechs spezialisierte und sieben Abteilungen, die sich um die Sicherheit der Bewohner der Hauptstadt Polens kümmern.

## Feuerwehr Warschau heute
Die Feuerwehr der polnischen Hauptstadt Warschau verfügt über 17 Standorte der Berufsfeuerwehr (zehn links und sieben rechts der Weichsel), sowie drei Feuerwehrhäuser von Freiwilligen Feuerwehren. Die jüngste Berufsfeuerwehrwache wurde 2005 im südlichsten Stadtteil errichtet, die älteste erhaltene und unter  Denkmalschutz stehende Feuerwache ist die Wache 4. Von den 1075 Berufsfeuerwehrleuten sorgen 948 Einsatzkräfte im 24-h-Dreischicht-System aktiv für die Sicherheit Warschaus (Stand: 2015). Diesen steht ein moderner und beachtlicher Fuhrpark zur Verfügung. Bei Fahrgestellen sind alle namhaften europäischen Hersteller vertreten. Die Aufbauten kommen aber fast ausschließlich aus polnischer Produktion mit Ausnahme der sieben Drehleitern von Magirus (drei DLK 37 und vier DLK 30). Ein typischer Warschauer Löschzug besteht heutzutage aus einem Hilfeleistungslöschfahrzeug Renault Midlum/WISS, einem Hilfeleistungstanklöschfahrzeug MAN LE/WISS bzw. MAN TGM/Stolarczyk, einer Drehleiter (DLK) Magirus oder Hubrettungsbühne Bronto sowie Kommandowagen Ford Focus bzw. Fiat Freemont. Leiter der Warschauer Feuerwehr ist seit dem 1. April 2017 Generalbrigadier Leszek Smuniewski. Die Zentrale der Feuerwehr befindet sich in der ul. Polna 1 in Warschau.